# Serpollet-Dampfdreirad

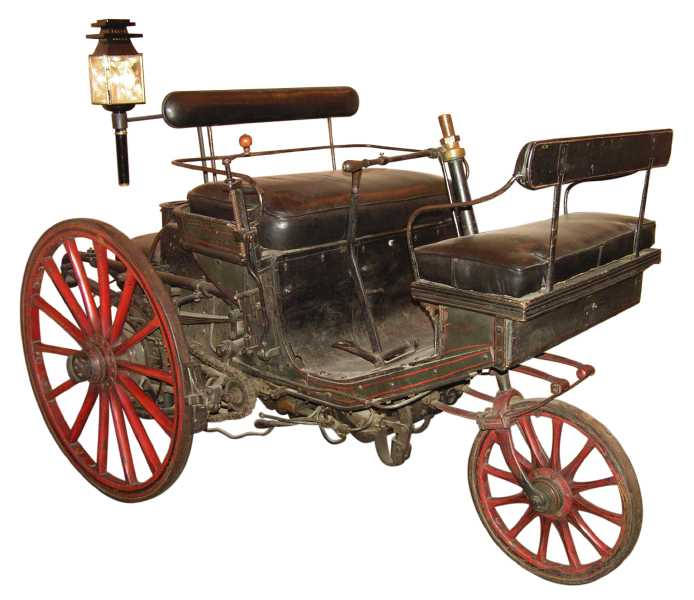
Dampfdreirad Serpollet (von 1888)

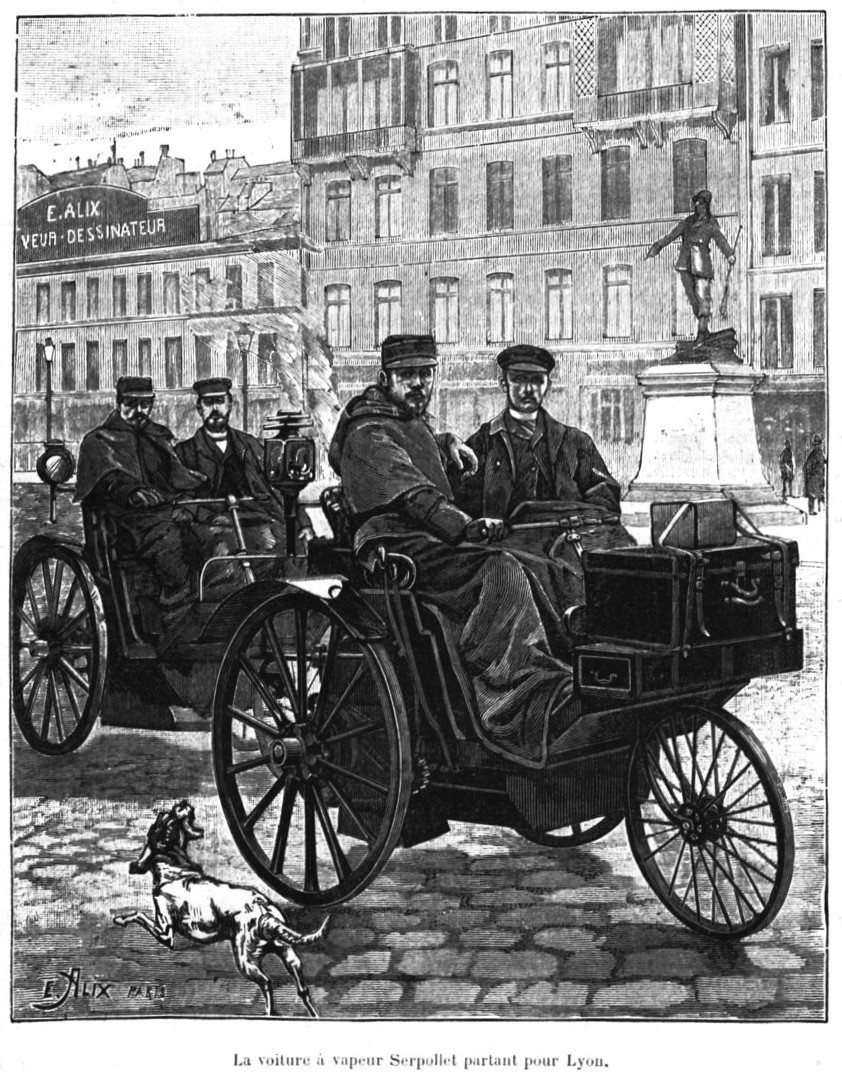
L. Serpollet und E. Archdeacon brechen nach Lyon auf (Jan. 1890)

Das Serpollet-Dampfdreirad ist eines der ersten industriell gefertigten Kraftfahrzeuge. Es ist ein Dampfwagen.

## Beschreibung
Das Serpollet-Dampfdreirad wurde von dem Automobilpionier Léon Serpollet, seinem Bruder und dem Unternehmer Larsonneau 1886 in der von ihnen gegründeten Société des Moteurs Serpollet Frères & Cie. in Paris gefertigt. Das Dreirad hatte einen ölgefeuerten Serpollet-Kessel (Durchlaufdampferzeuger) und eine für damalige Verhältnisse recht fortschrittliche Dampfmaschine mit zwei Zylindern, Tellerventilen und Kurbelgehäuse. Die Besonderheit bestand in der Miniaturisierung des Dampferzeugers bei gleichzeitiger Erhöhung der spezifischen mechanischen Leistung, die eine Verwendung in einem leichten Straßenfahrzeug ermöglichte. Léon Serpollet bewerkstelligte das u. a. durch Verdampferrohrbündel mit kapillarfeinen Bohrungen, die zu hohen Dampfdrücken bei vergleichsweise geringen Dampfmengen führten.
Die französische Bauingenieursgesellschaft (Société des ingénieurs civils) berichtete über einen Test des neuen, kleinen Serpollet-Durchlaufdampferzeugers in einem Tricycle und ermittelte eine Leistung von einem PS und eine Geschwindigkeit von bis zu 30 km/h. Léon Serpollet und Ernest Archdeacon unternahmen die vermutlich erste automobile Dienstreise, als sie im Januar 1890 von Paris nach Lyon fuhren und nach knapp zwei Tagen und trotz mehrerer Pannen das Ziel erreichten.
Die Brüder Peugeot bauten den Wagen 1889 als ihr erstes Auto in Lizenz und nannten ihn Peugeot Typ 1.  Sie gingen aber rasch zu Ottomotoren über. La Buire war ebenfalls Lizenznehmer.